# Cristián II de Dinamarca
Cristián II de Dinamarca (Nyborg, 1 de julio de 1481 - 25 de enero de 1559), fue rey de Dinamarca y Noruega desde 1513 hasta  1523. Asimismo, fue también rey de Suecia entre 1520 y 1521, bajo la Unión de Kalmar. Fue el último monarca que gobernó la Unión de Kalmar, que incluía los tres reinos nórdicos. De 1513 a 1523, fue al mismo tiempo duque de Schleswig y Holstein, gobernando conjuntamente con su tío Federico. Antes de su ascenso al trono, fue virrey de Noruega, entre 1506 y 1513. En Suecia se le conoció como Cristián el Tirano. 

## Heredero de la Unión de Kalmar y virrey de Noruega
Cristián nació en el castillo de Nyborg, en Dinamarca, hijo del rey Juan I de Dinamarca y de Cristina de Sajonia.
En 1487, Cristián fue elegido como heredero del trono de Dinamarca, en 1489 del de Noruega, y en 1497, de Suecia, el mismo año que su padre conquistó ese país. En 1502, Cristián en persona dirigió un ejército en Suecia contra los rebeldes, y mostró gran destreza en las artes militares. En 1506 fue enviado como virrey a Noruega; allí mostró gran dureza en su gobierno y aplastó en 1508 una insurrección. En la ciudad de Bergen conoció en 1507 o 1509 a la comerciante holandesa Sigbrit Willoms y a su bella hija Dyveke. Dyveke se convertiría en la amante de Cristián, y le acompañaría a Dinamarca.

## Rey de Dinamarca y Noruega y duque de Schleswig-Holstein
El rey Juan I de Dinamarca falleció en 1513, y algunos nobles daneses rechazaron a Cristián y quisieron ofrecer la corona a su tío Federico, pero finalmente Cristián fue reconocido como rey, después de haber expedido ciertos compromisos que daban a la nobleza y al clero un incremento en sus poderes, al tiempo que reducía el poder del rey. Asimismo, le tuvo que reconocer al pueblo el derecho a levantarse en armas si el rey no cumplía con lo establecido. En octubre de 1513 fue nombrado duque de Schleswig-Holstein, donde compartiría el poder con su tío Federico. El 11 de junio de 1514 fue coronado en Copenhague, y el 20 de julio del mismo año en Oslo. El 12 de julio de 1515 celebró sus nupcias con Isabel de Austria, hija de Juana I de Castilla y nieta del emperador Maximiliano I. A pesar de las reclamaciones de Maximiliano I y de su propia familia, Cristián no rompió su relación con Dyveke.
En 1517 murió Dyveke en extrañas circunstancias, y el rey culpó por su muerte a Torben Oxe, el encargado del castillo de Copenhague. Pese a no tener pruebas contra Oxe y a la defensa que hizo de este el consejo y la misma reina, Cristián lo ejecutó sin miramientos, lo que indignó a la nobleza.

## La reconquista de Suecia
En el año 1517 estalló en Suecia un conflicto entre el regente Sten Sture el Joven y el arzobispo Gustav Trolle; el primero defendía la independencia de Suecia, mientras que el segundo era partidario de la Unión de Kalmar. Ese conflicto fue aprovechado por el rey Cristián II de Dinamarca y Noruega para inmiscuirse militarmente y reclamar su derecho al trono de Suecia. Pero sus intenciones no tuvieron éxito cuando fue derrotado en la batalla de Brännkyrka; en donde, no obstante, logró tomar prisioneros a seis importantes suecos, entre los que se encontraba Gustavo Vasa, y encarcelarlos en Dinamarca.
En 1519, Cristián armó un gran ejército de mercenarios, y con el apoyo del papa, que había excomulgado a Sten Sture y le daba a Cristián el derecho de entrar en la guerra, invadió nuevamente Suecia, en enero de ese mismo año. El ejército de Cristián derrotó al sueco en la batalla del hielo de Åsunden, donde el mismo Sten Sture fue herido de muerte, y posteriormente en la batalla de Tiveden, tras lo cual Cristián se convirtió en dueño de toda Suecia. En marzo, Cristián fue reconocido como soberano por varios nobles suecos. La ciudad de Estocolmo todavía fue defendida por la viuda de Sten Sture, Cristina Gyllenstierna, quien finalmente capituló el 5 de septiembre.

### El Baño de Sangre de Estocolmo

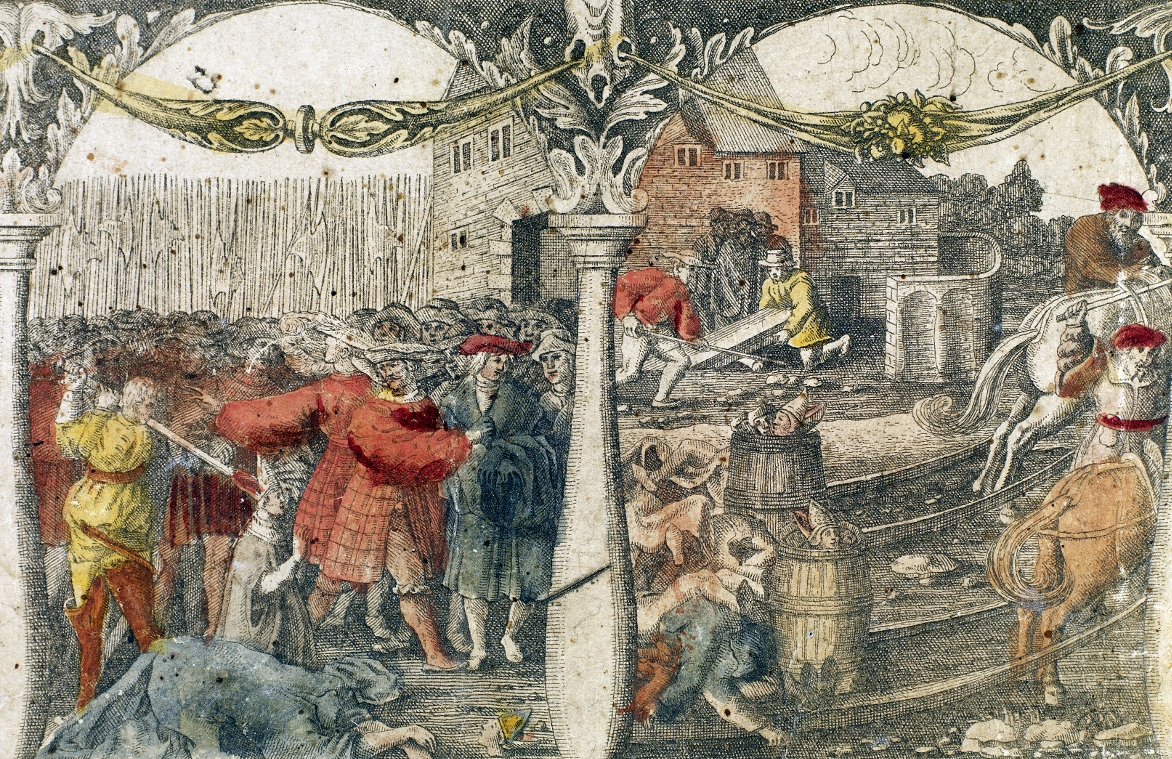
El Baño de sangre de Estocolmo.

Después de la victoria, Cristián regresó a Dinamarca, pero pronto tuvo que volver a Suecia, donde el 4 de noviembre de 1519 fue coronado rey por el arzobispo Gustavo Trolle. Por consejo del mismo Trolle y algunos otros miembros de su consejo, Cristián acusó a muchos seguidores de Sten Sture de herejía, mismos a los que mandó encarcelar el 8 de noviembre de 1519 sin haberles permitido el derecho a un juicio legal, y enseguida ordenó que los ejecutaran, en lo que se conoce en la historia como el Baño de sangre de Estocolmo. Con estas crueles acciones, Cristián pretendía mostrar la ejecución de las leyes y el derecho, pero en realidad buscaba deshacerse de sus opositores. Con el falso argumento de que llevaba a cabo órdenes del papa, se dedicó a perseguir, a realizar actos de violencia y a ejecutar a sus detractores en toda Suecia (incluida Finlandia). Alrededor de 600 personas, incluidos niños, fueron víctimas de su crueldad. Cristina Gyllenstierna, junto con otras damas de la nobleza, fueron encarceladas y enviadas a Dinamarca. Por estas acciones, Cristián fue recordado en Suecia como Cristián el Tirano.

### La rebelión de los suecos
Pronto se generó en Suecia un gran descontento popular que terminó en un levantamiento en febrero de 1521 cuyo objetivo era echar del territorio a Cristián. En agosto de ese mismo año, los rebeldes eligieron a Gustavo Vasa como regente del reino.
Cristián solicitó inútilmente el apoyo de su cuñado, el emperador Carlos V. Por otro lado, la ciudad hanseática de Lübeck albergaba resentimientos contra Cristián porque este había apoyado el comercio holandés en Escandinavia en detrimento de la Liga Hanseática, además de que buscaba la supremacía comercial danesa en el Báltico. En 1521, Cristián proyectó la creación de una gran Compañía Comercial que abarcaba toda Escandinavia y que tendría su sede en los Países Bajos, lo que desató la cólera de los de Lübeck, que decidieron apoyar a los rebeldes suecos y entrar en guerra contra Dinamarca en 1522. Las relaciones con su tío Federico tampoco andaban bien, pero en agosto de 1522 Cristián se reconcilió con él, después de renunciar a sus derechos como duque de Holstein, título que le había otorgado el año anterior el emperador Carlos V.

## Reformas en Dinamarca
En Dinamarca también contaba el rey con numerosas antipatías. Además de sus métodos crueles, había designado a la holandesa Sigbrit Willums como su consejera. Después de la muerte de su hija Dyveke en 1517, Sigbrit se encargó por completo de la administración de las finanzas del reino. En las ausencias del rey durante la guerra en Suecia, Sigbrit, junto con la reina Isabel, tomó parte en el gobierno y aumentó significativamente los impuestos. Asimismo, Cristián se enfrentó al clero, pues trató de imponer a sus favoritos en las sedes episcopales, así como restringir los grandes privilegios y riquezas que los monjes tenían. En 1529 recibió profesores alemanes con el fin de propagar la reforma protestante en Dinamarca. Los alemanes no tuvieron éxito y salieron pronto del país.
Las reformas que impuso Cristián contra la clase clerical danesa produjo descontentos. En diciembre de 1522 tuvo que convocar a una asamblea en Kalundborg para tratar de llegar a un acuerdo. Pero los obispos de Jutlandia y algunos nobles se habían adelantado y previamente se reunieron en Viborg, donde acordaron desterrar al rey y buscar el apoyo del tío de este, Federico. Cristián prometió convocar la creación de un parlamento público, a donde los comerciantes y campesinos pudiesen llevar sus quejas con el fin de que éstas fuesen examinadas y solucionadas. Los conspiradores, sin esperar la convocatoria de Cristián, le enviaron una carta de revocación de mandato el 20 de enero de 1523.

## El exilio
Cristián decidió sacar a sus tropas de Jutlandia, sin enfrentar a sus opositores, lo que provocó la deserción de los que lo apoyaban a seguir en el trono. El 26 de marzo de 1523 en Viborg, fue nombrado Federico como nuevo rey de Dinamarca. Las leyes de Cristián fueron quemadas públicamente y consideradas como "perjudiciales para las buenas costumbres". Sin oponer resistencia a su derrocamiento, Cristián abandonó Copenhague el 13 de abril junto con su familia y sus partidarios más cercanos, con rumbo a los Países Bajos, con la esperanza de encontrar apoyo. Las ciudades de Copenhague y Malmö se mantuvieron fieles a Cristián y esperaron su regreso, pero cayeron en 1525.
En los Países Bajos y Alemania, Cristián y su esposa buscaron ayuda para recuperar el poder, pero la relación de ambos con el luteranismo impidieron toda negociación con el emperador Carlos V. A finales de 1524, la familia se trasladó a Lier, en Brabante, donde fallecería Isabel el 19 de enero de 1526. En 1530 Cristián se convirtió nuevamente al catolicismo, con el fin de reconciliarse con el emperador. Gracias a esta acción, en el otoño de 1531 Cristián pudo reunir un ejército y una flota que zarparía de los Países Bajos hacia Noruega. Desafortunadamente la expedición sufrió la pérdida de 10 de los 25 navíos. No obstante las vicisitudes, Cristián logró desembarcar en la costa noruega y atacar el castillo de Akershus. Sin embargo, tuvo el capricho de invadir la provincia sueca de Västergötland. Este error fue aprovechado por las tropas danesas de Federico I, que con sus aliados de Lübeck lograron derrotar a las tropas de Cristián en Noruega y tomarlo prisionero. Federico le ofreció entrevistarse con él en Copenhague y otorgarle la liberación, además de una pensión para su manutención.

## Reclusión

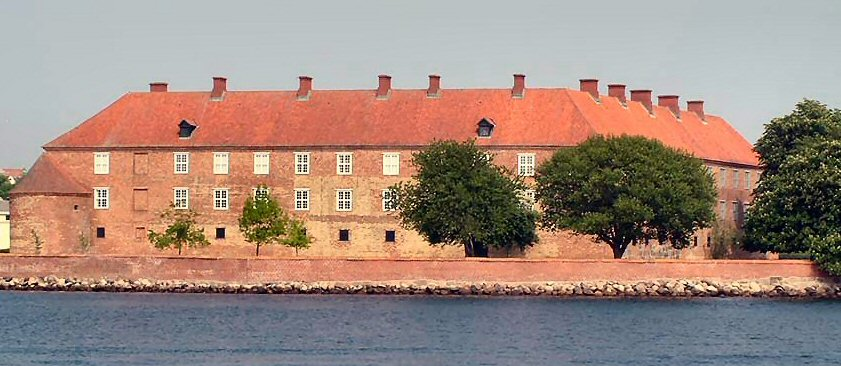
El castillo danés de Sønderborg, donde Cristián II fue recluido tras su derrota militar en Noruega..

La liberación de Cristián no fue bien vista por el consejo de Dinamarca, ni por el rey de Suecia Gustavo Vasa ni por Lübeck. Ante la presión, Federico incumplió su promesa y Cristián fue recluido en el castillo de Sønderborg, el 30 de julio de 1532, donde vivió en una relativa libertad hasta la muerte del rey Federico. Tras la muerte de Federico, cuando se llegó a manejar que Cristián podía volver al trono, este fue encarcelado en una torre del castillo, únicamente con la compañía de un soldado. La elección de Cristián III en 1540 como nuevo rey suavizó el cautiverio, y Cristián II, en 1546, renunció expresamente a sus derechos de él y sus descendientes al trono de Dinamarca y Noruega. En 1549, cuando ya tenía 68 años, fue trasladado al castillo de Kalundborg, donde viviría tranquilamente hasta el final de sus días. Falleció el 25 de enero de 1559, tres semanas después de la muerte del rey Cristián III. Fue sepultado en la Iglesia de San Canuto, en Odense, a donde fueron trasladados en 1883 los restos mortales de su esposa, la reina Isabel de Austria.

## Familia
Con Isabel de Austria (1501-1526) tuvo seis hijos:
1. Juan, príncipe de Dinamarca (1518-1532).
2. Maximiliano (1519).
3. Felipe (1519-1520).
4. Dorotea de Dinamarca (1520-1580), que casó en 1534 con el duque palatino Federico II.
5. Cristina de Dinamarca (1521-1590), quien casó en 1534 con el conde Francesco Sforza de Milán, y en 1541 con el duque Francisco I de Lorena.
6. Un último hijo varón (1523).